# Pseudofentonia walshiae
Pseudofentonia walshiae är en fjärilsart som beskrevs av Walter Karl Johann Roepke 1944. Pseudofentonia walshiae ingår i släktet Pseudofentonia och familjen tandspinnare. Inga underarter finns listade i Catalogue of Life.